# Illusione monetaria
L'illusione monetaria è un errore di valutazione compiuto da chi ragiona in termini di valore nominale della moneta, tenendo conto in modo inadeguato della variazione del suo valore reale e rischio. 
Ad esempio una riduzione del livello dei salari reali, a seguito della riduzione del potere d'acquisto della moneta, non viene percepita nel breve periodo. 
L'illusione monetaria spiega in parte il comportamento dei risparmiatori che in condizioni di inflazione elevata accettano di impiegare le loro ricchezze a tassi di rendimento reali che, ex post, risultano negativi.
Altrettanto l'illusione monetaria spiega il comportamento dei consumatori che non aggiustano il proprio tenore di vita nel breve periodo a seguito di un generalizzato decremento del potere di acquisto dei salari. 